# Sèrie GeForce 900
La sèrie GeForce 900 és una família d'unitats de processament gràfic desenvolupada per Nvidia, que succeeix a la sèrie GeForce 700 i serveix com a introducció de gamma alta a la microarquitectura Maxwell, que porta el nom de James Clerk Maxwell. Es produeixen amb procés 28 nm de TSMC.
Amb Maxwell, el successor de Kepler, Nvidia esperava tres resultats principals: capacitats gràfiques millorades, programació simplificada i una millor eficiència energètica en comparació amb les sèries GeForce 700 i GeForce 600.
Maxwell es va anunciar el setembre de 2010, amb els primers productes de consum GeForce basats en Maxwell llançats a principis de 2014.

## Arquitectura
La primera generació de Maxwell GM107/GM108 es va llançar com a GeForce GTX 745, GTX 750/750 Ti i GTX 850M/860M (GM107) i GT 830M/840M (GM108). Aquests nous xips ofereixen poques funcions addicionals orientades al consumidor; Nvidia es va centrar en l'eficiència energètica. Nvidia va augmentar la quantitat de memòria cau L2 de 256 KiB a GK107 a 2 MiB al GM107, reduint l'amplada de banda de memòria necessària. En conseqüència, Nvidia va tallar el bus de memòria de 192 bits al GK106 a 128 bits al GM107, estalviant encara més energia. Nvidia també va canviar el disseny del multiprocessador de streaming del de Kepler (SMX), anomenant-lo SMM. L'estructura del programador warp s'hereta de Kepler, la qual cosa permet a cada planificador emetre fins a dues instruccions que són independents entre si i estan en ordre del mateix warp. La disposició de les unitats SMM està dividida de manera que cadascun dels 4 programadors de warp d'un SMM controla 1 conjunt de 32 nuclis CUDA FP32, 1 conjunt de 8 unitats de càrrega/emmagatzematge i 1 conjunt de 8 unitats de funcions especials. Això contrasta amb Kepler, on cada SMX té 4 programadors que programen a un grup compartit de 6 conjunts de 32 nuclis CUDA FP32, 2 conjunts de 16 unitats de càrrega/emmagatzematge i 2 conjunts de 16 unitats de funcions especials. Aquestes unitats estan connectades per una barra transversal que utilitza energia per permetre compartir els recursos. Aquesta barra transversal s'elimina a Maxwell. Les unitats de textura i els nuclis FP64 CUDA encara es comparteixen. SMM permet una assignació de recursos més fina que SMX, estalviant energia quan la càrrega de treball no és òptima per als recursos compartits. Nvidia reclama un 128 CUDA core SMM té el 86% del rendiment d'un 192 CUDA core SMX. A més, cada clúster de processament gràfic, o GPC, conté fins a 4 unitats SMX a Kepler i fins a 5 unitats SMM a Maxwell de primera generació.
GM107 admet CUDA Compute Capability 5.0 en comparació amb 3.5 a les GPU GK110/GK208 i 3.0 a les GPU GK10x. Paral·lelisme dinàmic i HyperQ, dues funcions de les GPU GK110/GK208, també són compatibles amb tota la línia de productes Maxwell.
Maxwell proporciona operacions atòmiques de memòria compartida nativa per a nombres enters de 32 bits i memòria compartida nativa de 32 bits i 64 bits de comparació i intercanvi (CAS), que es poden utilitzar per implementar altres funcions atòmiques.
Tot i que una vegada es va pensar que Maxwell utilitzava la rasterització en mode immediat basat en rajoles, Nvidia ho va corregir a GDC 2017 dient que Maxwell utilitzava Tile Caching.